# Acanthermia valida
Acanthermia valida är en fjärilsart som beskrevs av William Schaus 1911. Acanthermia valida ingår i släktet Acanthermia och familjen nattflyn. Inga underarter finns listade i Catalogue of Life.